# Lissodema cursor
Lissodema cursor är en skalbaggsart som först beskrevs av Leonard Gyllenhaal 1813.  Lissodema cursor ingår i släktet Lissodema, och familjen trädbasbaggar. Enligt den finländska rödlistan är arten nationellt utdöd i Finland. Arten är reproducerande i Sverige. Artens livsmiljö är naturlundskogar.